# Оттон III фон Шайерн (пфальцграф Баварии)
Оттон III (нем. Otto III. von Scheyern; 1083/1084—22 августа 1123) — граф фон Шайерн, первый граф фон Виттельсбах. Пфальцграф Баварии с 1110 года. Сын Эккехардта I фон Шайерна и Рихгарды фон Крайна-Орламюнде.
В 1111 году участвовал в итальянском походе императора Генриха V и пленении папы Пасхалия II. За это был отлучён от церкви. Чтобы снять с себя папское отлучение, основал аббатство в Шайерне (1119 год).
В 1115 году перенес свою резиденцию из Шайерна в замок Виттельсбах, и принял его название в качестве родового имени.
С 1110 года пфальцграф Баварии. С 1121 года фогт Энсдорфа и Индерсдорфа.
Происхождение жены не установлено. Возможно, её имя было Кунигунда. Дети:
- Оттон IV (ум. 1156), пфальцграф Виттельсбаха, отец баварского герцога Оттона I.
- дочь, муж — Оттон IV, граф фон Вольфсратхаузен.

Некоторые историки считают Оттона III и его сына Оттона IV одним человеком — Оттоном IV (Оттон III у них — граф Отто фон Шайерн, сын умершего в 1101 году Бернхарда фон Шайерна — брата Эккехардта I). Однако в Europäische Stammtafeln разделяют их, потому что первый герцог Баварии из рода Виттельсбахов Оттон I не мог быть сыном человека, родившегося в 1080-е годы, так как он женился в 1156/1158 году. Слишком большой промежуток между этими датами.